# Колонна двух императоров
Колонна двух императоров — колонна из мрамора зеленовато-серого цвета, установленная в 1804 году на острове в восточной части выборгского парка Монрепо, старейшая из сохранившихся до настоящего времени малых архитектурных форм парка.

## История
После приобретения имения Монрепо в 1788 году придворным учителем великого князя Павла Петровича (будущего императора Павла I) А. Л. Николаи были начаты большие работы по переустройству парка, в ходе которых в 1790-х годах трижды пытались установить тосканскую колонну, но, как считается исследователями, результат не удовлетворял владельца имения, видевшего будущий памятник на «холме, подровненном и усеянном трилистником с трёх сторон». По его распоряжению на небольшом островке был насыпан ровный холм, на котором и была в 1804 году возведена мраморная колонна.
Первоначально проектировавшаяся в качестве памятника Павлу I колонна в итоге была посвящена и его сыну Александру I. На ныне утраченной плите, размещавшейся в цокольной части, имелась надпись на латинском языке: «Caesar nobis haec otia fecit» («Цезарь подарил нам этот покой») — перефразированное А. Л. Николаи выражение Вергилия: «Нам бог спокойствие это доставил» («Deus nobis haec otia fecit: namque erit ille mihi semper Deus»). Смысл надписи объясняется в поэме Николаи «Имение Монрепо в Финляндии. 1804»:
…Короткая признательная надпись,

Что разберёшь на цоколе колонны

Из мрамора финляндского. Она

Гласит: «Покой нам предоставил Цезарь».

Слова предназначаются обоим:

Ты, Павел, наградил за долгий труд

Меня по-царски, дал здесь всё украсить.

Освободив мне шею от ярма,

Затем и Александр,

Твой кроткий сын,

Владеть именьем собственным дозволил,

Чтоб вечер жизни мирно завершить…
Действительно, по вступлении на престол Павел I осыпал бывшего наставника милостями: наградил орденом, одарил земельными владениями и пожаловал баронский титул. В свою очередь, Александр I удовлетворил настоятельную просьбу Николаи об уходе в отставку, а также своим решением освободил имение Монрепо от обременительного налогообложения (именуемого в поэме «ярмом») и передал его барону из временного в потомственное владение.
Несмотря на утраченную плиту, старейший памятник Выборга, в отличие от многих других (таких, как памятник Вяйнемёйнену, скульптура Нарцисса, памятник Микаэлю Агриколе, памятник белофиннам, памятник Независимости, памятник Петру I, памятник Торгильсу Кнутссону и др.), благополучно пережил период Советско-финских войн (1939—1944).